# Eric Lundgren (tecknare)
Eric Bertil Emanuel Lundgren, född 5 maj 1906 i Linköping, död 29 juli 1971 i Waldoboro, Maine, var en svensk-amerikansk målare och tecknare.
Han var son till urmakaren Erik Valfrid Karlsson och Beata Katarina Petersson och från 1929 gift med konstnären Marion Yeomans. Lundgren utvandrade till Amerika 1919 och bosatte sig hos sin farbror Gustaf Lundgren i Chicago. Efter avslutad skolgång vid high school 1924 studerade han konst vid Art Institute of Chicago där han utexaminerades 1928 han arbetade därefter som fri konstnär i Chicago. Mellan 1930 och 1935 tecknade han omslagsbilder för Metropolitan Publishers Inc:s serietidningar Two-Gun Western Stories, Nickel Western, Man Stories och Popular Fiction Magazine. Från 1934 skrev och illustrerade han resebeskrivningar i Esquire Magazine som blev så uppskattad att artikelserien kom att publiceras under fem år. Han anlitades 1939 som illustratör vid Coronet Magazine och han flyttade till New York City 1941 där han blev erbjuden en tjänst som Art Director på Esquire Magazine. Under andra världskriget tjänstgjorde han i U.S. Army trots att han som svensk medborgare kunde avstå från att delta. Han placerades på basen Camp Blandings i Florida där även tecknaren Hugh Joseph Ward tjänstgjorde. Efter kriget blev han amerikansk medborgare och flyttade till West Palm Beach i Florida där han vid sidan av sitt eget skapande var han och hans fru verksamma som lärare vid Norton Gallery School of Art fram till 1965. Separat ställde han ut i Marshall Field Gallery i Chicago 1938 och han medverkade i International Watercolor Show i Chicago 1939, efter flytten till Florida ställde han regelbundet ut sina akvareller och oljemålningar på olika gallerier i Palm Beach.